# Martenzit
A martenzit Adolf Martens (1850–1914) német kohászról elnevezett, nagyon kemény szövetelem. A kifejezés leggyakrabban az acél szövetszerkezetére vonatkozik, de más kristályszerkezetet is jelenthet, amely diffúziómentes átalakulás során jön létre.

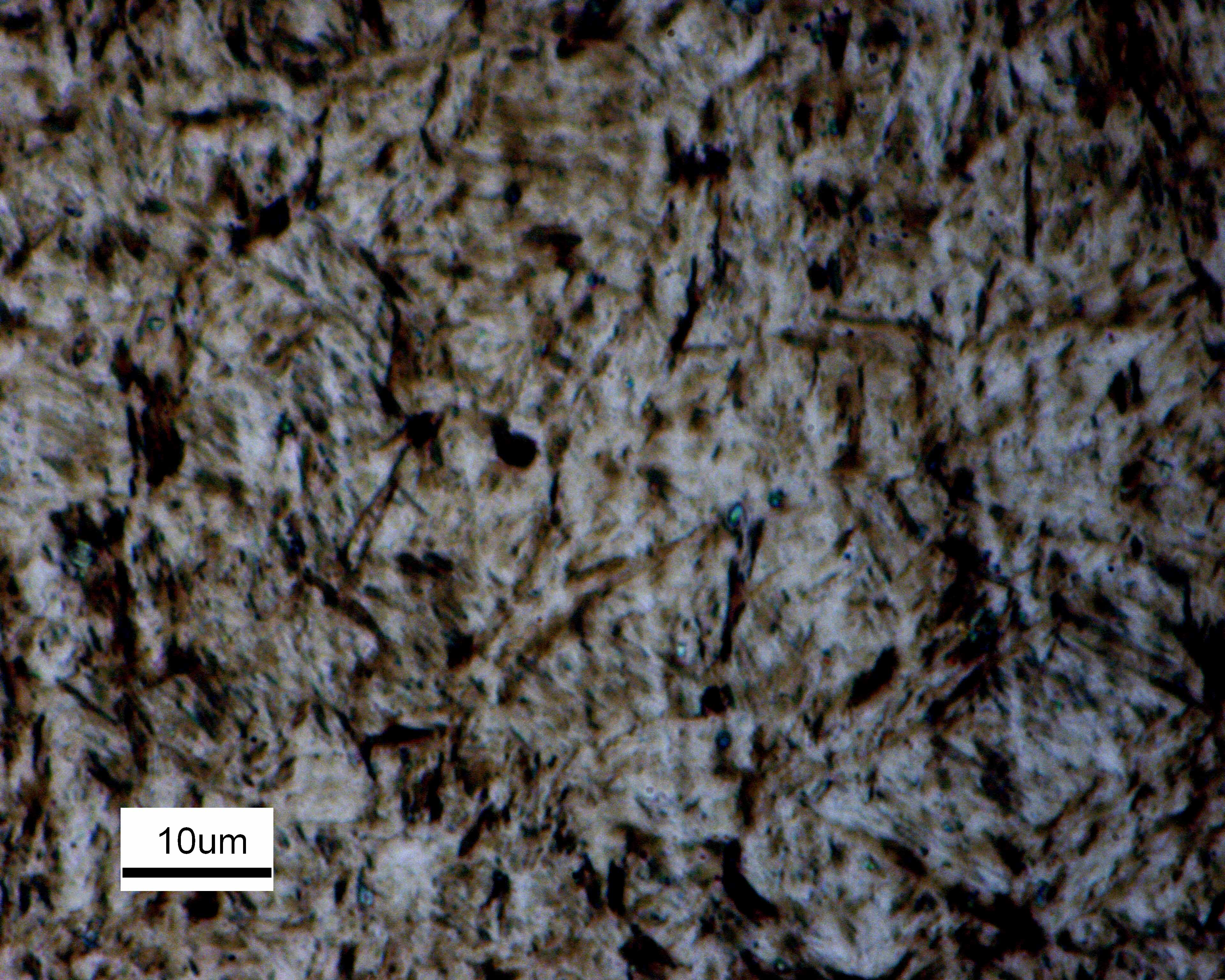
Martenzit az AISI 4140 acélban

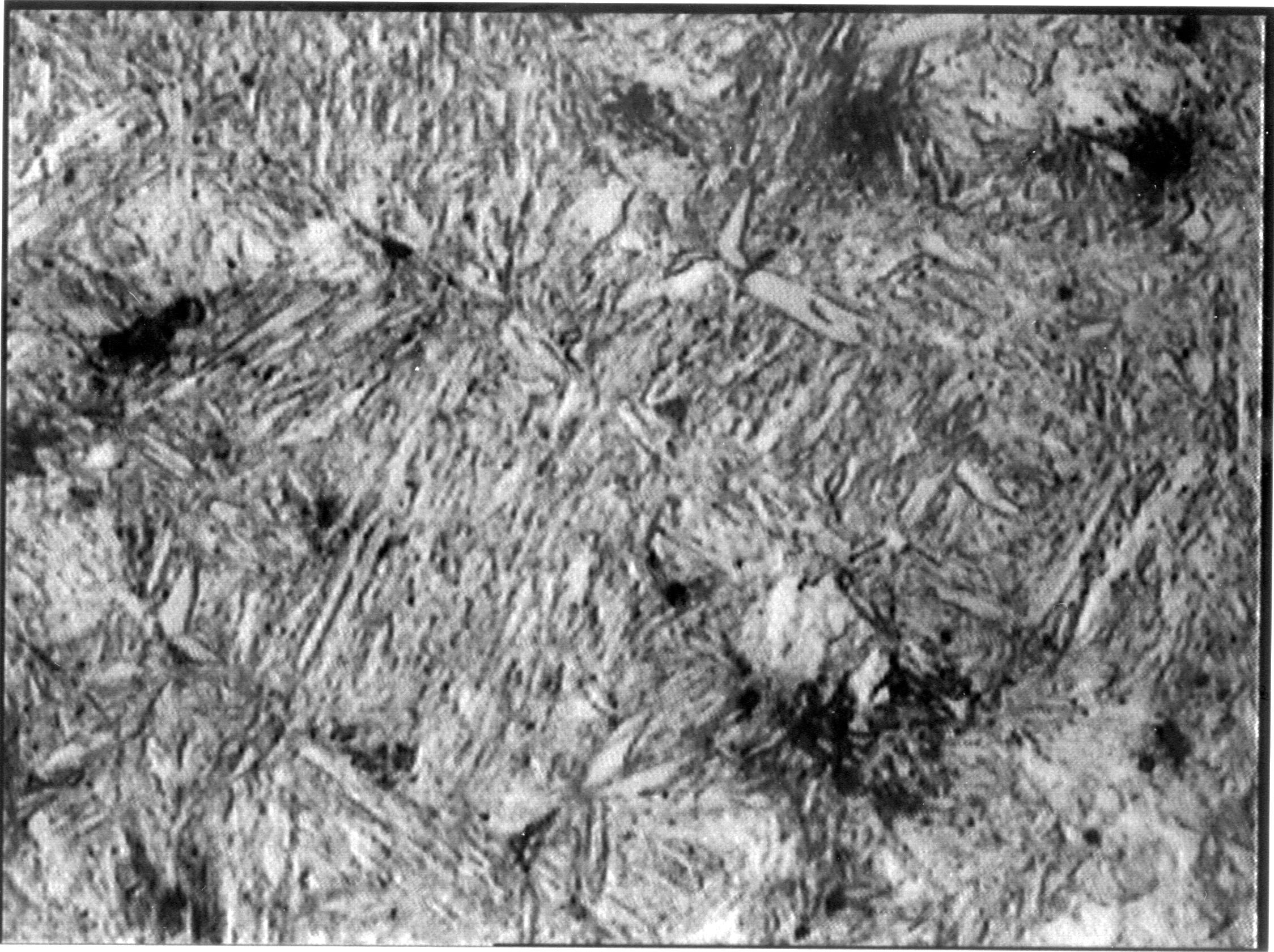
0,35% C tartalmú acél, 870°C-ról vízben edzve

## Tulajdonságok
A martenzit szénacélokban képződik a vas ausztenit fázisának gyors lehűlésével (edzés), amelynek során a szénatomok diffúziójához nincsen elegendő idő, így nem jön létre cementit (Fe3C). Az edzés során a felületen középpontos köbös ausztenit erősen feszült, térben középpontos tetragonális martenzitté alakul át, ami szénnel túltelített. A nyírási deformációk, amelyek létrejönnek, nagyszámú diszlokációt eredményeznek, ami az acél szilárdságát és keménységét növeli. A legkeményebb perlites acél keménysége 400 Brinell, míg a martenzit a 700 Brinellt is elérheti. 
A martenzites átalakulás a hűlés során kezdődik, amikor az ausztenit eléri a martenzit start hőmérsékletet (Ms), és az ausztenit instabillá válik. Ahogy a minta edződik, az ausztenit egyre nagyobb százaléka átalakul martenzitté, amíg el nem éri a martenzit finis hőmérsékletet (Mf), amikor az átalakulás befejeződik.  Ha az átalakulás nem megy végbe teljesen, akkor az át nem alakult ún. maradék ausztenit is jelen van a szövetszerkezetben. 
Eutektoidos acél esetében (0,78% C) 6–10% ausztenit, a maradék ausztenit  marad. A maradék ausztenit százalékos aránya a 0,6% C-nál kisebb széntartalomnál jelentéktelen, míg 0,95% C esetében már 13%, 1,4% C tartalmú acél 30-47% maradék ausztenitet tartalmaz. 
A martenzit fázis növekedése nagyon kevés termikus aktiválási energiát igényel, mivel a reakció egy diffúziómentes átalakulás, amely az atompozíciók finom, de gyors átrendeződését eredményezi. A martenzit kisebb sűrűségű, mint az ausztenit, így a martenzit transzformáció a térfogat relatív változását eredményezi, ami belső feszültségeket, deformációkat okoz.  A martenzitszemcsék tűs vagy lemezes szerkezetet alkotnak, ami az anyag rideg, törékeny viselkedését okozza. 
A martenzit nem jelenik meg a vas-szén rendszer egyensúlyi fázisdiagramjában, mert nem egyensúlyi fázis. Az egyensúlyi fázisok lassú hűtési sebességgel alakulnak ki, amelyek elegendő időt biztosítanak a diffúzióhoz, míg a martenzit általában nagyon magas hűtési sebességgel jön létre. Mivel a kémiai folyamatok (az egyensúly elérése) magasabb hőmérsékleten felgyorsulnak, a martenzit könnyen bomlik a hő hatására. Ezt a folyamatot megeresztésnek nevezzük. Mivel az edzés nehezen szabályozható, az acélokat többnyire úgy edzik, hogy a martenzit túlzott mennyiségű legyen, majd a koncentráció fokozatos csökkentése érdekében megeresztik, amíg el nem érik a kívánt szerkezetet. 

## Fordítás
- Ez a szócikk részben vagy egészben  a   Martensite című angol Wikipédia-szócikk ezen változatának fordításán alapul.  Az eredeti cikk szerkesztőit annak laptörténete sorolja fel. Ez a jelzés csupán a megfogalmazás eredetét és a szerzői jogokat jelzi, nem szolgál a cikkben szereplő információk forrásmegjelöléseként.